# Attilio Mussino
Attilio Mussino (1878-1954) est un auteur de bande dessinée, illustrateur et peintre italien.

## Biographie
Il est surtout connu pour avoir créé en 1908 le personnage de bande dessnée Bilbolbul et pour avoir illustré l'édition de 1911 des Aventures de Pinocchio.
La commune de Vernante a ouvert un musée Mussino en 2004 .